# Ida Kar
Ida Kar (* 8. April 1908 in Tambow; † 24. Dezember 1974) war eine Fotografin, die hauptsächlich nach 1945 in London aktiv war. Den Höhepunkt ihrer fotografischen Karriere erreichte Kar erst im mittleren Alter. Ihre Ausstrahlung und ihr Können als Künstlerin wurden  von ihrer Jugend in ihrem Heimatland Armenien, ihrer Studienzeit in Paris und dem pulsierenden Kairo während des Zweiten Weltkriegs beeinflusst.

## Leben und Werk

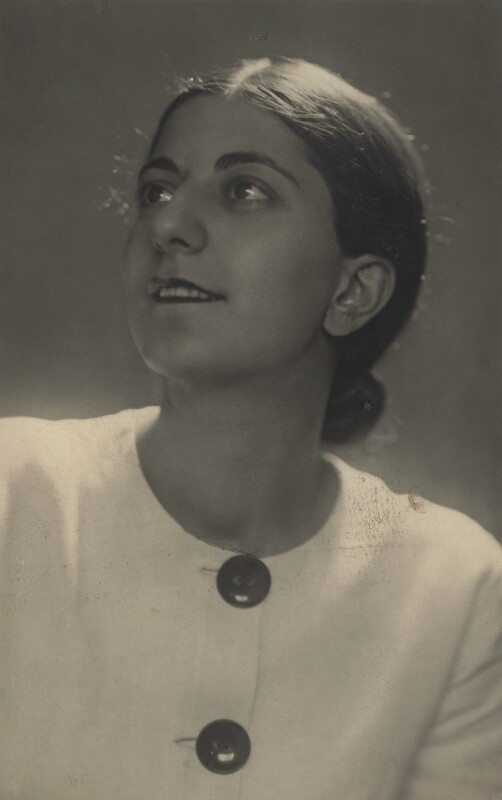
Ida Kar, 1934

Ida Kar wurde am 8. April 1908 als Tochter armenischer Eltern in Tambow, Russland, geboren. Sie besuchte das  Lycée Français in Alexandria, Ägypten, bevor sie nach Paris reiste, wo sie Chemie und Medizin studierte und danach zu einem Gesangsstudium wechselte. Zusammen mit Heinrich Heidersberger, einem jungen deutschen surrealistischen Maler, machte sie erste Erfahrungen mit der Fotografie.
1933 kehrte Kar in ihr Elternhaus in Alexandria zurück. Nach einer zufälligen Begegnung mit einem ungarischen Fotografen begann Kar als dessen Assistentin und Empfangsdame zu arbeiten. Sie konnte die Räumlichkeiten des Fotografen nutzen und machte eine Reihe von Porträts. In dieser Zeit lernte sie den Fotografen Edmond Belali kennen und heiratete ihn. Gemeinsam zogen sie nach Kairo und gründeten ein Fotostudio namens Idabel, das 1943 und 1944 an den surrealistischen Ausstellungen der Stadt teilnahm. Während des Zweiten Weltkriegs ließ sich Kar von Belali scheiden und heiratete 1944 Victor Musgrave. Dieser war ein englischer RAF-Offizier, stationiert in Kairo.
Nach dem Umzug von Kar und Musgrave nach London im Jahr 1945, begann Kar als Theaterfotografin zu werben und machte anspruchsvolle Casting-Aufnahmen von jungen Schauspielern. 1949 zog das Paar in die Litchfield Street 1 in der Nähe der Charing Cross Road. Hier richtete sich Kar in einem der oberen Stockwerke ein Studio ein und half Musgrave bei der Führung einer kleinen kommerziellen Kunstgalerie im selben Gebäude.
1974 starb Kar an den Folgen einer Hirnblutung.

## Fotografische Karriere
In den frühen 1950er Jahren wurde Jacob Epstein zu einem von Kars ersten künstlerischen Themen. In der Folgezeit machte Kar zahlreiche Fotos von Künstlern in ihren Ateliers, von denen einige zu prägenden Porträts und wichtigen sozialen Dokumenten des kulturellen Lebens geworden sind.
Ida Kar fotografierte 1967 eine Serie von Künstlern, die in St. Ives ihrer künstlerischen Arbeit nachgingen. Quartier St Ives war der Name, den Ida Kar ihrem Wohn- und Arbeitsraum in St Ives gab. St Ives hatte zu dieser Zeit bereits einen Ruf als Künstlerkolonie, die von Malern, Bildhauern und anderen Kreativen frequentiert wurde. Ida Kar fand dort eine inspirierende Umgebung und knüpfte Verbindungen zu anderen Künstlern, die in der Gegend tätig waren. Kar fotografierte die Künstler in unterschiedlichen Lebenssituationen. Sowohl in ihren Ateliers, als auch in ihrem Alltag, und manchmal mit ihren Familien. So schuf sie ein lebendiges Porträt des Fischerstädtchens und seinen kreativen Bewohnern. Das Portfolio fängt einen einzigartigen Moment in der Entwicklung einer Künstlergemeinschaft ein, zu der Patrick Heron, Terry Frost und Barbara Hepworth zugehörten.
Im Jahr 1999 kaufte die National Portrait Gallery in London das Fotoarchiv von Ida Kar und präsentierte im Jahr 2021 eine umfangreiche Ausstellung mit dem Titel „Ida Kar: Bohemian Photographer 1908–1974“. Die Ausstellung war ein bedeutendes Ereignis. Es war das erste Mal seit über 50 Jahren, dass das Werk von Ida Kar öffentlich gezeigt wurde. Über hundert bisher unveröffentlichte Fotografien waren Teil der Ausstellung.

## Whitechapel Ausstellung
Die retrospektive Ausstellung, die am 22. März 1960 in der Whitechapel Art Gallery eröffnet wurde, markierte den Höhepunkt von Kars Erfolg. Es war die erste fotografische Einzelausstellung in einer großen Londoner Kunstgalerie. Die großformatigen, kontrastreichen Schwarz-Weiß-Drucke von Kar wurden auf Karton aufgezogen und als Einzelwerke verkauft, deren Wirkung mit der von Gemälden vergleichbar ist. Die ungerahmten Fotografien, die in unregelmäßiger, aber strukturierter Form auf den weißen Wänden der Galerie angeordnet sind, wurden von ihrem Besuch in Edward Steichens Ausstellung „The House of Man“ in der Londoner Royal Festival Hall (The Family of Man) von 1956 inspiriert. Die kühne Darstellung von Kars Werken bildete einen Präzedenzfall für nachfolgende Fotoausstellungen, darunter die Cecil Beaton-Retrospektive 1968 in der National Portrait Gallery, die von Richard Buckle entworfen wurde.